# Bisbat de Cremona

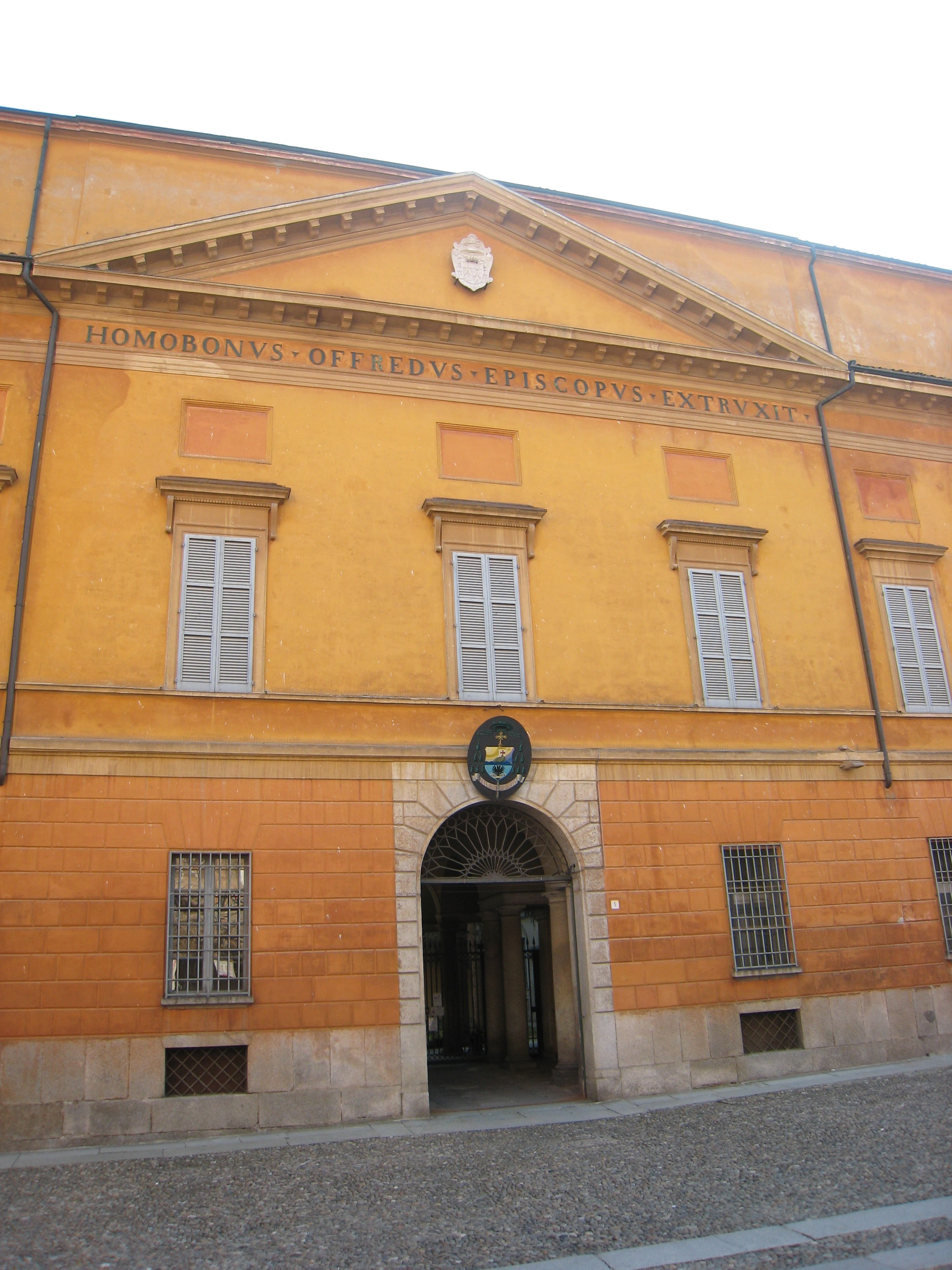
El palau episcopal

El bisbat de la Cremona (italià: diocesi di Cremona; llatí: Dioecesis Cremonensis) és una seu de l'Església catòlica, sufragània de l'arquebisbat de Milà, que pertany a la regió eclesiàstica Llombardia. El 2013 tenia 331.250 batejats d'un total 368.797 habitants. Actualment està regida pel bisbe Antonio Napolioni.

## Sants patrons
Els patrons de la diòcesi són sant Homobó i Santa Maria del Fonte presso Caravaggio, proclamada el 1962 pel bisbe Danio Bolognini, amb l'aprovació de la Seu Apostòlica. Els patrons secundaris són Sant Imeri i Sant Antonio Maria Zaccaria.

## Territori
La diòcesi comprèn l'àrea occidental de la província de Cremona fins a Casalmaggiore i el territori situat entre els rius Oglio i Po a la província de Màntua, o sigui, la zona de Viadana, llevat la part de Cizzolo, que pertany al bisbat de Màntua. Al nord-oest supera els límits provincials actuals, ja que inclou una part del territori de la baixa bergamasca, al sud de la rasa de Bèrgam, el centre principal és Caravaggio amb el seu santuari i la ciutat milanesa de Cassano d'Adda: això es deu al conjunt administratiu pre-napoleònic, mantenint-se en el pla religiós, que preveia una província de Bèrgam limitada al just al sud de la rasa, i una Gera d'Adda medieval sota el domini general del Ducat de Milà.
No forma part de la diòcesi l'àrea cremasca, que està sota la jurisdicció de la diòcesi de Crema.
La seu episcopal és la ciutat de Cremona, on es troba la catedral de Santa Maria Assunta.
El territori està dividit en 222 parròquies, agrupades en 11 zones pastorals.

## Història
Situada en un context estratègic a les carreteres al nord, Cremona va acollir ben aviat els missioners cristians, encara que ara s'ha demostrat històricament que la fundació de la comunitat cristiana a les mans de Sant Bernabé al segle i és el resultat només de llegendes medievals. La primera evidència de la propagació del cristianisme a Cremona està vinculat a la figura de Sant Eusebi, un deixeble de Sant Jeroni, entre els segles IV i V.
Data d'aquest mateix període la creació de la diòcesi. El primer bisbe històricament documentat és Giovanni, que va participar en el consell provincial de Milà de 451, indici que Cremona va ser originalment sufragània de l'arxidiòcesi de Milà. Hi ha poques notícies de la diòcesi en els segles següents, en què només es coneixen altres dos bisbes, Eustachio (501) i Desiderio (680). Només a partir de Stefano al final del segle viii la sèrie episcopal cremonenca es conserva gairebé ininterrompuda fins als nostres dies.
El renaixement de la diòcesi coincideix amb el final del domini longobard i el començament de l'època carolíngia. A partir del segle viii i de nou per tot els segles IX i x els bisbes de Cremona obtingut diversos privilegis i exempcions com a part de l'emperador. L'emperador Lotari I va confirmar el bisbe Pancoardo (meitat del segle ix) tots els privilegis i possessions de l'església de Cremona, que també es va estendre a la línia sud del Po.
Liutprando, en la segona meitat del segle x, va ser probablement el bisbe medieval més famós. Va ser un famós diplomàtic i cronista i va participar en una missió difícil a Constantinoble. Va ser el responsable d'haver importat el culte a sant Imeri, bisbe d'Amelia, a Cremona, sent durant molt temps el patró de la ciutat, abans que s'estengués el culte a sant Homobó.
El bisbe Sicardo, a principis del segle xiii va participar en les Croades. També va ser un fervent promotor del culte a sant Homobó, que va morir a Cremona el 15 de novembre de 1197, rebent de la Santa Seu l'aprovació del culte el 12 de gener de 1198 amb la butlla Quia pietas del Papa Innocenci III. Sicardo també va deixar a la posteritat una crònica.
En 1298 el bisbe Rainerio va celebrar el primer sínode diocesà que es recorda. El territori de la diòcesi es presenta al final del segle XIV dividit en 30 parròquies, amb la presència d'almenys 60 monestirs, tant masculins com femenins, de les quals 40 només a la ciutat episcopal.
A la segona meitat del segle XV i començaments del xvi Cremona va ser pertorbada per les guerres. En el període de la dominació veneciana Gerolamo Trevisan va ser nomenat bisbe, havent d'abandonar la ciutat quan va ser reconquerida pels francesos després de la victòria d'Agnadello.
El segle xvi va ser un segle de contrastos forts. Cremona va ser el lloc de naixement, en 1502, de sant Antonio Maria Zaccaria, fundador dels Clergues Regulars de Sant Pau, anomenats Barnabites, entre els protagonistes de la reforma catòlica. Contextualment era també un centre d'un moviment a favor de la reforma luterana; per contrarestar aquesta presència a Cremona es va donar a la premsa una de les primeres obres apologètiques antiluteranes, la Revocatio Martini Luteri del dominic Isidore Isolani, publicat en 1519 amb una segona edició l'any següent. Entre els principals defensors de l'aplicació dels decrets de Trento estava el bisbe Niccolò Sfondrati que va cridar sínodes diocesans, realitzà la visita pastoral i va fundar el seminari en 1566; aquesta activitat li va guanyar l'elecció al tron papal, el 5 de desembre de 1590.
Entre finals del segle xvi i principis del xvii, la diòcesi va haver de renunciar a una gran part del territori: en 1580 va perdre 21 parròquies després de la creació de la diòcesi de Crema; en 1601 les 25 parròquies de l'Oltrepò (a la zona compresa entre Monticelli d'Ongina, Zibello i Busseto) van passar a formar part de la nova diòcesi de Borgo San Donnino (avui diòcesi de Fidenza).
Durant l'ocupació francesa el bisbe Omobono Offredi va obtenir de Napoleó Bonaparte el calze d'or utilitzat per Sant Carles Borromeu i més tard pel virrei d'Itàlia, el retorn de quatre esglésies que volia enderrocar.
Entre els segles XIX i xx es distingí la figura del bisbe Geremia Bonomelli, que va donar impuls a la renovació espiritual i pastoral de la diòcesi i que en la qüestió romana «representà durant anys la referència de l'ala liberal moderada, amb els seus nombrosos escrits i, en concret, amb les cartes pastorals intenses i de llarg abast.» Una altra figura important en el panorama de l'Església italiana del segle xx és el prevere i rector de Bozzolo, don Primo Mazzolari, «considerat un dels precursors de l'esperit del Concili Vaticà II.».

## El capítol
A la catedral es troba present el preeminent Capítol, oficialment anomenat "Capítol dels cànons de la Santíssima Mare de Déu de l'Assumpció a l'església catedral de Cremona", la universitat més antiga i il·lustre de la ciutat. La seva existència està testificada per l'historiador Giuseppe Bresciani ja al segle viii.
Tant els poders, els béns i privilegis que durant la història han pertangut al Capítol, els membres generalment cadets de la noblesa, al segle ix es deien "germans canonges" o "Cardenals de la Santa Església de Cremona". Avui en dia l'únic privilegi és l'ús de la creu patriarcal (atorgada en 1414 per l'antipapa Joan XXIII per l'hospitalitat rebuda).
Pel que fa al vestit, després del Concili Vaticà II, el capítol va renunciar als revestiments sumptuosos d'ermini, de la capa magna (atorgada en 1591 pel Papa Gregori XIV, que havia estat durant trenta anys bisbe de Cremona i va donar també al capítol la relíquia de la Santa Espina), la sotana ribetejada en vermell amb la faixa púrpura, el mantell vermell i llaç vermell al tricorni i la manteleta enrogida, a més dels confirmats pel Papa Pius XI el 1923 (els privilegis dels Protonotaris apostòlics ad instar participantium, amb el privilegi dels pontificals, la mitra i la creu pectoral, amb l'anell de pedres precioses).
Els canonges han conservat el títol de monsenyor i el dret a portar la musseta porpra, sempre han tingut un paper important en el govern de la diòcesi, amb el dret d'elecció dels bisbes (fins a les butlles en sentit contrari del Papa Bonifaci VIII). Avui en dia han perdut tota la seva importància, inclòs el nomenament de l'administrador diocesà en època de vacant i l'examen de les pràctiques administratives de major importància, actualment encomanada al Col·legi de Consultors. Des de 1990 el capítol ja no s'ocupa de l'administració de la catedral: un únic canonge forma part, per dret, del Consell de la catedral, nomenat pel bisbe.

## El ritu offrediano
Durant segles, la diòcesi de Cremona va desenvolupar un ritu litúrgic propi anomenat offrediano, pel nom del bisbe, Offredo dels Offredi, que el va restaurar en el segle xii. En 1297 el bisbe Ranieri va imposar a totes les parròquies l'observança del ritu: la prescripció que havia caigut en l'oblit, ja que el final del segle XV s'observava només a la catedral i esglésies dell'Oltrepò. En 1458, gràcies a un indult del Papa Calixt III la diòcesi adoptà el ritu romà: el ritu offrediano desaparegué per complet, encara que es mantingueren alguns costums fins al segle xix a la litúrgia de la Catedral i algunes esglésies de la diòcesis de Fidenza.
La informació relativa als rituals és molt escassa, ja que tots els llibres litúrgics, excepte el martirologi, van ser destruïts en un incendi de l'arxiu capitular.
Sabem que durant la missa s'invocava amb freqüència (al Confiteor, a l'Ofertori i al Cànon) Sant Bernabé, anomenat "Pare nostre" i considerat el primer evangelitzador de la zona de Cremona. Abans de l'Introito, l'Epístola i durant la Consagració es cantaven els trops. Al cànon s'anomenaven els sants venerats a l'església de Cremona.

## Cronologia episcopal
En 1599, l'eclesiàstic Biagio Rossi (Blasius Rubeus) va compilar el primer catàleg dels bisbes de Cremona, cadascun acompanyat per una història precisa i biografia, des del començament del segle iv. Posteriorment, en aquest catàleg s'han afegit altres noms per completar la llista dels bisbes fins a Sant Bernabé apòstol (segle i), considerat el fundador de la diòcesi. Més tard es van plantejar molts dubtes sobre l'autenticitat d'aquest catàleg, ja que només hi ha tres bisbes històricament documentats fins a Stefano II (finals del segle viii).
- Stefano I †
- Sirino †
- Auderio †
- Corrado †[7]
- Vincenzo †
- San Sisinnio †
- Giovanni I † (citat el 451)
- Eustasio o Eustachio † (citat el 501 aproximadament)
- Crisogono †
- Felice †
- Creato †
- Sisto †
- Desiderio I †
- Anselmo †
- Eusebio †
- Bernardo †
- Desiderio II † (inicis de 679 - finals de 680)
- Zeno, O.S.B. †
- Silvino †
- Stefano II † (inicis de 774 - finals de 800)
- Attone † (menzionato inicis de l'810)
- Wolfoldo o Wolfredo † (citat el 817)
- Simperto degli Addobati † (citat el 827)
- Pancoardo † (inicis de l'841 - vers 850 renuncià)
- Benedetto † (vers 850 - vers 880 mort)
- Landone † (inicis de 883 - finals de 910)
- Giovanni II † (inicis de 915 - finals de 924)
- Darimberto (o Dagiberto) † (inicis de 931 - finals de 960)
- Liutprand † (vers 962 - vers 970/972 mort)
- Olderico † (vers 973 - 1004)
- Landolfo † (1004 - 1030/1031 mort)
- Ubaldo † (1030/1031 - vers 1067 mort)
- Arnolfo da Velate † (vers 1068 - finals de 1079)[8]
- Oberto † (inicis de 1087 - vers 1096 mort)
- Gualtiero † (26 de setembre de 1096 - ?)
- Ugo da Noceto † (1117 - 1117 deposat)
- Oberto (Uberto) da Dovara † (1117 - 1162 mort)
- Presbitero da Medolago † (inicis de 20 de gener de 1163 - 1 de maig de 1167 deposat)
- Sant'Emanuele, O.Cist. † (1 de maig de 1167 - 27 de febrer de 1168 mort)
- Offredo degli Offredi † (inicis de 29 de maig de 1168 - 9 d'agost de 1185 mort)
- Sicardo † (1185 - 8 de juny de 1215 mort)
- Omobono de Madalberti † (vers 1215 - 11 d'octubre de 1248 mort)
  - Giovanni Buono de Giroldi † (1248 - 5 d'agost de 1250 deposat) (bisbe electe)[9]
- Bernerio Sommi † (29 de juliol de 1249 - vers 1260 mort)
- Cacciaconte da Somma † (19 de juliol de 1260 - 16 de juliol de 1288 mort)
- Ponzio Ponzoni † (1288 - 12 d'agost de 1290 mort)
- Emanuele Sescalco † (vers 1290 - vers 1296)
- Rainerio Porrina di Casole † (24 d'abril de 1296 - 1312 mort)
- Egidiolo Bonseri † (17 de febrer de 1313 - 1317 renuncià)
- Egidio Madalberti † (18 de juliol de 1318 - 1325 renuncià)
- Ugolino di San Marco, O.P. † (6 de març de 1327 - 1349 renuncià)
  - Dondino † (6 de gener de 1329 - 1331) (antibisbe)
- Ugolino Ardengheri † (23 d'octubre de 1349 - 1361 ? mort)
- Pietro Capello, O.P. † (10 de novembre de 1361 - 15 d'octubre de 1383 mort)
- Marco Porri † (1383 - 1 de desembre de 1386 nomenat bisbe de Ceneda)
- Giorgio Torti † (1 de desembre de 1386 - 25 d'abril de 1389 mort)
- Tommaso Visconti, O.E.S.A. † (1 de febrer de 1390 - 21 d'octubre de 1390 nomenat bisbe de Brescia)
- Francesco Lante, O.F.M. † (21 d'octubre de 1390 - 4 d'octubre de 1401 nomenat bisbe de Bèrgam)
- Pietro Grassi † (4 d'octubre de 1401 - 27 de setembre de 1402 nomenat bisbe de Pavia)
- Francesco Lante, O.F.M. † (27 de setembre de 1402 - 1405 mort) (per segon cop)
- Bartolomeo Capra † (17 de juliol de 1405 - 1411 deposat)
- Costanzo Fondulo † (28 de març de 1412 - 1423 renuncià)
- Venturino de Marni, O.S.B. † (5 de març de 1423 - 19 de novembre de 1457 mort)
- Bernardo Rossi † (27 d'abril de 1458 - 8 d'octubre de 1466 nomenat bisbe de Novara)
- Giovanni Stefano Bottigella † (8 d'octubre de 1466 - 1475 mort)
- Giacomo Antonio della Torre † (15 de gener de 1476 - 1486 mort)
  - Ascanio Maria Sforza † (4 d'agost de 1486 - 27 de maig de 1505 mort) (administrador apostòlic)
  - Galeotto Franciotti della Rovere † (27 de maig de 1505 - 11 de setembre de 1507 mort) (administrador apostòlic)
- Gerolamo Trevisan, O.Cist. † (20 d'octubre de 1507 - 24 de febrer de 1523 mort)
- Benedetto Accolti † (16 de maig de 1523 - 21 de setembre de 1549 mort)
- Francesco Sfondrati † (9 de novembre de 1549 - 31 de juliol de 1550 mort)
  - Federico Cesi † (18 de març de 1551 - 13 de març de 1560 renuncià) (administrador apostòlic)
- Niccolò Sfondrati † (13 de març de 1560 - 5 de desembre de 1590 elegit papa amb el nom de Gregori XIV)
- Cesare Speciano † (30 de gener de 1591 - 21 d'agost de 1607 mort)
- Paolo Emilio Sfondrati † (13 de setembre de 1607 - 1610 renuncià)
- Giovanni Battista Brivio † (19 de juliol de 1610 - 2 de febrer de 1621 mort)
- Pietro Campori † (17 de maig de 1621 - 4 de febrer de 1643 mort)
- Francesco Visconti † (13 d'abril de 1643 - 1670 renuncià)
- Pietro Isimbardi, O.Carm. † (6 d'octubre de 1670 - 27 de setembre de 1675 mort)
- Agostino Isimbardi, O.S.B. † (24 de febrer de 1676 - 2 de juny de 1681 mort)
- Lodovico Settala † (4 de maig de 1682 - 31 de maig de 1697 mort)
- Alessandro Croce † (2 de desembre de 1697 - 23 de setembre de 1704 mort)
- Carlo Ottaviano Guasco † (17 de novembre de 1704 - 21 de novembre de 1717 mort)
- Alessandro Maria Litta † (10 de gener de 1718 - 12 de setembre de 1749 renuncià)
- Ignazio Maria Fraganeschi † (22 de setembre de 1749 - 16 d'agost de 1790 mort)
- Omobono Offredi † (26 de setembre de 1791 - 28 de gener de 1829 mort)
- Carlo Emanuele Sardagna de Hohenstein † (28 de febrer de 1831 - 1837 renuncià)
- Bartolomeo Casati † (8 de juliol de 1839 - 18 de setembre de 1844 mort)
- Carlo Bartolomeo Romilli † (19 de gener de 1846 - 14 de juny de 1847 nomenat arquebisbe de Milà)
  - Sede vacante (1847-1850)
- Antonio Novasconi † (20 de maig de 1850 - 1867 mort)
  - Sede vacante (1867-1871)
- Geremia Bonomelli † (27 d'octubre de 1871 - 3 d'agost de 1914 mort)
- Giovanni Cazzani † (15 de desembre de 1915 - 26 d'agost de 1952 mort)
- Danio Bolognini † (25 de novembre de 1952 - 2 de desembre de 1972 mort)
- Giuseppe Amari † (5 de març de 1973 - 15 de març de 1978 nomenat bisbe de Verona)
- Fiorino Tagliaferri † (28 d'octubre de 1978 - 26 de maig de 1983 renuncià i nomenat assistent eclesiàstic general de l'Acció Catòlica Italiana)
- Enrico Assi † (26 de maig de 1983 - 16 de setembre de 1992 mort)
- Giulio Nicolini † (16 de febrer de 1993 - 19 de juny de 2001 mort)
- Dante Lafranconi (8 de setembre de 2001 - 16 de novembre de 2015)
- Antonio Napolioni, des del 16 de novembre de 2015

## Calendari liturgic propri de la diòcesi
| Data           | Celebració                                                              | Grau                           |
| -------------- | ----------------------------------------------------------------------- | ------------------------------ |
| 2 de gener     | Beata Stefana Quinzani, verge                                           | Memòria                        |
| 3 de gener     | Sants Basili Magne i Gregori de Nazianz, bisbes i doctors de l'Església | Memòria                        |
| 18 de gener    | San Facio                                                               | Memòria facultativa            |
| 23 de gener    | Santa Paola Elisabetta Cerioli, religiosa                               | Memòria                        |
| 6 de febrer    | Beat Francesco Spinelli, prevere                                        | Memòria facultativa            |
| 7 de febrer    | Sants Pau Miki i companys, màrtirs                                      | Memòria                        |
| 7 de maig      | Beat Alberto da Villa d'Ogna                                            | Memòria facultativa            |
| 10 de maig     | Beat Enrico Rebuschini                                                  | Memòria facultativa            |
| 26 de maig     | Santa Maria del Fonte presso Caravaggio, patrona de la diòcesi          | Solemnitat                     |
| 2 de juny      | Dedicació de la catedral                                                | Festa Solemnitat a la catedral |
| 18 de juny     | Sant Imeri, patró secundari de la diòcesi                               | Memòria                        |
| 4 de juliol    | Sant Alberto Quadrelli, bisbe                                           | Memòria facultativa            |
| 5 de juliol    | Sant Antonio Maria Zaccaria,prevere, patró secundari de la diòcesi      | Memòria                        |
| 16 d'agost     | San Roc                                                                 | Memòria                        |
| 12 d'octubre   | Dedicació de la pròpia església                                         | Solemnitat                     |
| 19 d'octubre   | Sant Eusebi, prevere                                                    | Memòria facultativa            |
| 7 de novembre  | Beat Vincenzo Grossi, prevere                                           | Memòria                        |
| 13 de novembre | Sant Homobó, laic, patró de la ciutat i de la diòcesi                   | Solemnitat                     |

## Estadístiques
A finals del 2013, la diòcesi tenia 331.250 batejats sobre una població de 368.797 persones, equivalent 89,8% del total.
| any  | població | població | població | sacerdots | sacerdots       | sacerdots       | sacerdots             | diaques | religiosos | religiosos | parroquies |
| ---- | -------- | -------- | -------- | --------- | --------------- | --------------- | --------------------- | ------- | ---------- | ---------- | ---------- |
| any  | batejats | total    | %        | total     | clergat secular | clergat regular | batejats por sacerdot | diaques | homes      | dones      |            |
| 1950 | 388.040  | 389.510  | 99,6     | 497       | 443             | 54              | 780                   |         | 102        | 1.925      | 234        |
| 1970 | 361.616  | 361.686  | 100,0    | 348       | 289             | 59              | 1.039                 |         | 105        | 1.608      | 236        |
| 1980 | 349.439  | 349.609  | 100,0    | 433       | 382             | 51              | 807                   |         | 84         | 1.260      | 236        |
| 1990 | 337.700  | 338.000  | 99,9     | 402       | 368             | 34              | 840                   |         | 83         | 1.000      | 223        |
| 1999 | 314.000  | 319.000  | 98,4     | 396       | 357             | 39              | 792                   | 8       | 88         | 780        | 223        |
| 2000 | 313.500  | 318.000  | 98,6     | 377       | 339             | 38              | 831                   | 12      | 87         | 746        | 223        |
| 2001 | 325.000  | 337.249  | 96,4     | 369       | 337             | 32              | 880                   | 12      | 90         | 704        | 223        |
| 2002 | 330.000  | 339.111  | 97,3     | 363       | 336             | 27              | 909                   | 13      | 117        | 657        | 223        |
| 2003 | 330.000  | 338.848  | 97,4     | 365       | 334             | 31              | 904                   | 13      | 101        | 629        | 223        |
| 2004 | 328.000  | 340.000  | 96,5     | 366       | 336             | 30              | 896                   | 13      | 88         | 584        | 223        |
| 2006 | 330.000  | 348.393  | 94,7     | 374       | 333             | 41              | 882                   | 13      | 88         | 546        | 224        |
| 2013 | 331.250  | 368.797  | 89,8     | 336       | 308             | 28              | 985                   | 14      | 46         | 389        | 222        |